# Carl Hermann
Pour les articles homonymes, voir Hermann.
Carl Hermann (17 juin 1898 – 12 septembre 1961), professeur allemand de cristallographie, fut l'inventeur (avec Charles Victor Mauguin) d'un système international de notation des systèmes cristallins.

## Biographie
Né dans la ville portuaire de Wesermünde dans le nord de l'Allemagne de parents tous deux issus de familles religieuses traditionnelles, il obtint son doctorat de l'Université de Göttingen en 1923, comme élève de Max Born et camarade d'étude de Werner Heisenberg. Avec Paul P. Ewald à Stuttgart entre 1925 et 1935, il développa le domaine de la cristallographie, en particulier l'étude des groupes d'espace, et entama ce qui deviendra plus tard les Structure Reports, une série de documents donnant la détermination de toutes les structures cristallines connues.
Lorsque le parti nazi accéda au pouvoir, il refusa les restrictions politiques sur les postes académiques, démissionnant pour occuper un poste de physicien dans la société industrielle de colorants I.G. Farbenwerke à Ludwigshafen, où il poursuivit ses recherches cristallographiques et étudia la symétrie dans les espaces de dimensions supérieures. Pendant la guerre qui suivit, lui et sa femme Eva aidèrent beaucoup de Juifs à se cacher et à échapper à la persécution et à la mort, ce qui lui valut de passer beaucoup de temps en prison et d'être condamné à mort. Comme c'était un éminent scientifique ayant des amis influents, la sentence ne fut jamais appliquée et il survécut.
Après la guerre, il enseigna brièvement à l'Université de Technologie de Darmstadt. Ensuite, en 1947, il prit la chaire nouvellement créée de cristallographie à l'Université de Marburg, où il devint directeur de l'Institut de Cristallographie et resta jusqu'à sa mort.

## Humaniste
En tant que quaker actif et ayant un don pour les langues, il consacra beaucoup de temps à promouvoir la réconciliation entre les peuples.

## Postérité
En août 1994, la société allemande de cristallographie créa la médaille Carl Hermann, sa plus haute distinction, pour récompenser de remarquables contributions à la science de la cristallographie.